# Magnitogorsk
Magnitogorsk (en russe : Магнитогорск) est une ville minière et industrielle de l’oblast de Tcheliabinsk, en Russie. Sa population s’élevait à 411 880 habitants en 2016.
C’est la deuxième plus grande ville de Russie dépourvue de fonction administrative que ce soit au niveau fédéral ou régional. Elle possède, avec le Combinat métallurgique de Magnitogorsk, l’un des plus importants complexes sidérurgiques du pays.

## Géographie

### Localisation

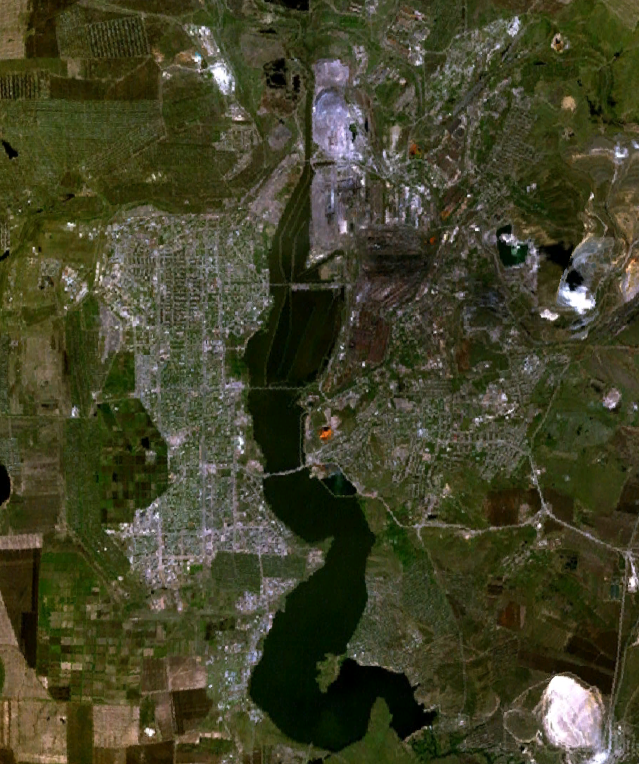
Image satellite de Magnitogorsk.

Magnitogorsk est située à 250 km au sud-ouest de Tcheliabinsk et à 1 400 km à l’est de Moscou. Magnitogorsk est arrosée par le fleuve Oural, généralement considéré comme la limite entre l’Europe et l’Asie, ce qui en fait une ville bicontinentale.
Administrativement, le district urbain de Magnitogorsk se trouve dans l’oblast de Tcheliabinsk (dont il est la deuxième plus grande ville), à la frontière avec la Bachkirie. Il s’étend sur 362,66 km2.

### Géologie
Magnitogorsk doit son nom au mont Magnitnaïa, un géotope de fer presque pur.

### Hydrologie
La ville est arrosée par le fleuve Oural.

### Climat
Le climat de Magnitogorsk est un climat continental humide semblable à celui des Grandes Plaines nord-américaines : ses étés sont plus doux que ceux des climats subarctiques, mais les hivers sont plutôt rigoureux pour cette latitude. Ce type de climat est typique des régions de Russie méridionale éloignées des grandes vallées fluviales. La température moyenne en juillet est de  25 °C avec un minimum à 13 °C ; la température moyenne diurne de janvier va de −10 °C à −18 °C. On n’a enregistré de températures de plus de 34 °C qu’entre mai et septembre, et les froids extrêmes inférieurs à −36 °C peuvent survenir de novembre à mars.
| Mois                                  | jan.       | fév.       | mars       | avril      | mai       | juin      | jui.      | août      | sep.       | oct.      | nov.       | déc.       | année      |
| ------------------------------------- | ---------- | ---------- | ---------- | ---------- | --------- | --------- | --------- | --------- | ---------- | --------- | ---------- | ---------- | ---------- |
| Température minimale moyenne (°C)     | −18,3      | −18,1      | −11,9      | −1         | 5,9       | 11,4      | 13,4      | 11,1      | 5,3        | −0,8      | −9,6       | −16        | −2,4       |
| Température moyenne (°C)              | −14,1      | −13,5      | −7,1       | 4,5        | 12,6      | 18,2      | 19,2      | 17        | 11,1       | 3,8       | −5,9       | −11,9      | 2,8        |
| Température maximale moyenne (°C)     | −10        | −8,8       | −2,1       | 10,6       | 19,4      | 24,9      | 25,2      | 23,4      | 17,4       | 9,1       | −1,9       | −7,9       | 8,3        |
| Record de froid (°C) date du record   | −42,8 1969 | −46,1 1951 | −36,1 1966 | −23,9 1963 | −8,9 1952 | −2,8 1971 | 3,9 1970  | 0 1969    | −11,1 1955 | −21 1979  | −36,1 1953 | −38,9 1948 | −46,1 1951 |
| Record de chaleur (°C) date du record | 3 2007     | 5,6 1987   | 16,5 2009  | 30,1 2012  | 33,9 1952 | 38,5 1998 | 38,9 1952 | 37,2 1949 | 35,1 2003  | 24,3 1999 | 15,8 2008  | 8,2 2008   | 38,9 1952  |
| Précipitations (mm)                   | 19         | 14         | 18         | 27         | 33        | 39        | 60        | 48        | 27         | 24        | 23         | 21         | 353        |

### Transports et voies de communications

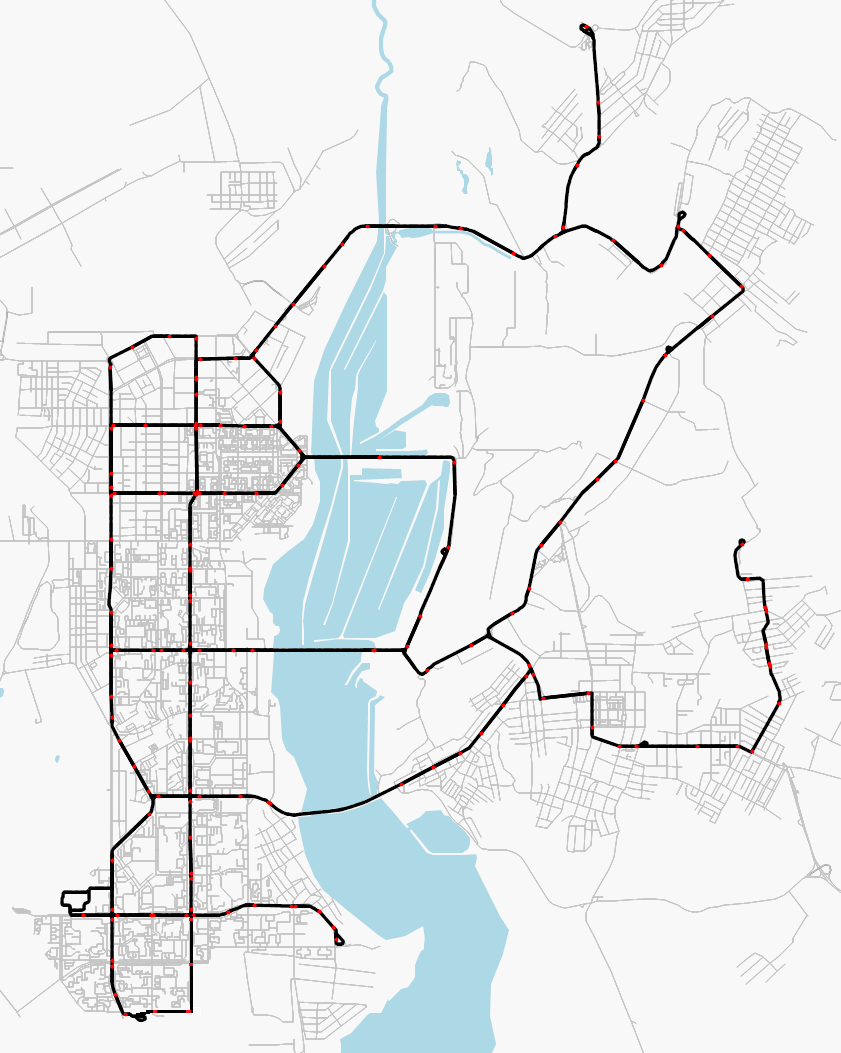
Le plan du tramway de Magnitogorsk

#### Réseau routier et viaire
Magnitogorsk possède au total 833 km de voies (rues, routes, quais…), 15 km de berges et 12 ponts qui permettent de traverser l’Oural.

#### Transport ferroviaire
Une gare ferroviaire et quatre gares routières permettent de relier Magnitogorsk au reste de la Russie et au Kazakhstan.

#### Aéroport
La ville dispose aussi d’un aéroport international situé à 14 km à l’ouest de la ville, en Bachkirie, qui dessert surtout Moscou et Iekaterinbourg, mais propose aussi des vols saisonniers vers, entre autres, Antalya et Barcelone.

#### Mobilité intra-urbaine
Magnitogorsk dispose d’un réseau de transports en commun : autobus (60 lignes), taxis collectifs et un réseau de tramway : 280 rames desservent 34 itinéraires sur 176,6 km de lignes.

## Histoire

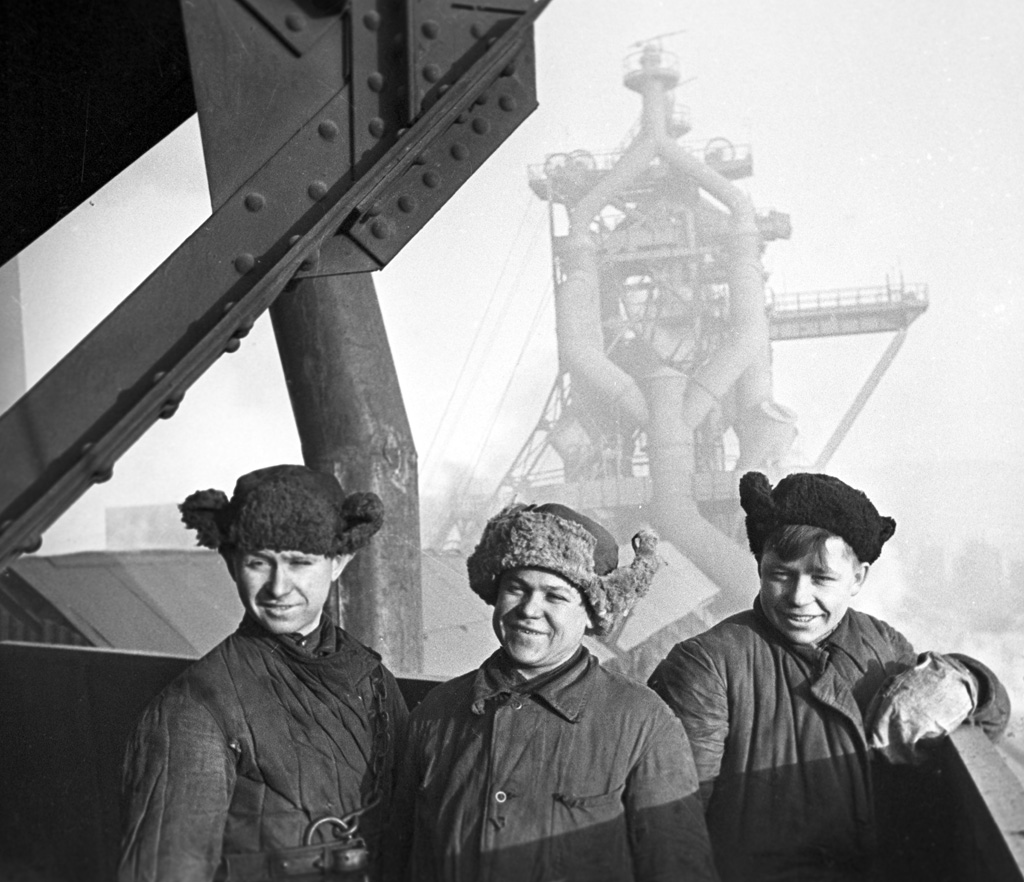
Photo prise en 1943 du combinat sidérurgique.

### La mine de fer

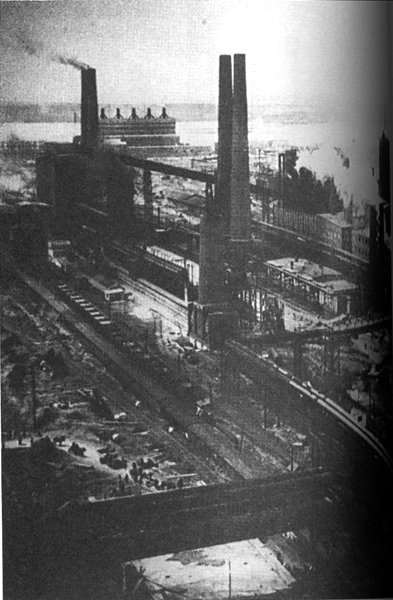
Le Combinat sidérurgique de Magnitogorsk dans les années 1930.

Magnitnaïa a été fondée en 1743 en tant que fort cosaque de la ligne Orenbourg décidée sous le règne d'Élisabeth de Russie. Dès 1747, cette colonie russe avait suffisamment grandi pour justifier l'érection d'une petite église en bois, l'église de la Sainte-Trinité.
En 1752 deux entrepreneurs, Tverdich et Miasnikov, se mirent à prospecter les minerais. Après s'être assurés de l'absence de concession antérieure sur le mont Magnitnaïa, ils demandèrent l'octroi d'un placer et purent commencer l'extraction de fer en 1759.

### L'industrialisation et la sidérurgie
Dans le cadre de la préparation du plan quinquennal soviétique de 1928, une délégation du Soviet se rendit à Cleveland (Ohio) pour arrêter avec l'ingénieur américain Arthur G. McKee les détails d'une industrialisation à grande échelle du site de Magnitogorsk sur le modèle des usines sidérurgiques US Steel de Gary (Indiana). Le contrat fut revu à la hausse à quatre reprises et finalement les nouvelles usines développèrent une capacité de production de plus de quatre millions de tonnes d'acier par an.
Le développement rapide de Magnitogorsk était l'une des priorités des plans quinquennaux de Joseph Staline dans les années 1930, vitrine des exploits industriels du nouveau régime. Les immenses réserves de minerai de fer du site en faisaient l'endroit idéal pour développer un bassin sidérurgique capable de rivaliser avec ceux des États-Unis, à ceci près qu’une grande partie de la main d’œuvre disponible, faite de paysans déclassés, n'avaient pas de formation technique ni d'expérience industrielle. Pour résoudre ce problème, on fit venir des centaines de contremaîtres étrangers, dont une équipe d'ingénieurs menés par l'Allemand Ernst May.
À l'origine, le plan urbain de Magnitogorsk devait s'inspirer de ceux de Gary et de Pittsburgh, à l'époque les deux plus gros centres sidérurgiques des États-Unis : des boulevards rectilignes en plan hippodamien, avec des îlots de courées disposés parallèlement à l'usine, séparés seulement par un ruban d'espaces verts (greenbelt) faisant parc. Inspirés par le taylorisme, les urbanistes cherchaient à minimiser le trajet domicile-travail pour étirer les temps de production : les ouvriers habitaient généralement dans la bande de maisons la plus proche de leur poste de travail dans l'usine.
Pourtant, au moment où l'ingénieur May parachevait ses plans pour Magnitogorsk, la construction de l'usine et des courées était déjà bien engagée. L'usine tentaculaire et ses énormes lacs de refroidissement alentour ne laissaient que peu de place au développement urbain : c'est pourquoi May dut adapter son projet aux infrastructures existantes, donnant aux cités ouvrière un tracé en S. Bien que l'usine et les zones les plus résidentielles soient séparées par le fleuve Oural, les habitants sont toujours en proie aux émanations toxiques et aux fumées.
Le livre de John Scott, Behind the Urals, documente l’expansion industrielle de Magnitogorsk au cours des années 1930. Scott y décrit l'industrialisation accélérée et les bouleversements sociaux durant le premier plan quinquennal de Staline et le climat de paranoïa croissant du régime soviétique à l'aube des Grandes Purges de la fin des années 1930.
En 1937, les autorités invitèrent les auxiliaires étrangers à quitter le pays, et Magnitogorsk fut déclarée ville fermée par le régime : c'est probablement devenu un goulag minier.
Magnitogorsk joue un important rôle pendant la Seconde Guerre mondiale pour le complexe militaro-industriel soviétique. Elle produit la moitié des chars d'assaut soviétiques, ainsi que le tiers des balles et des obus de l'armée. Sa position stratégique, à proximité des monts Oural, la mettait hors d'atteinte des griffes de l'armée allemande.

### Depuis 1991

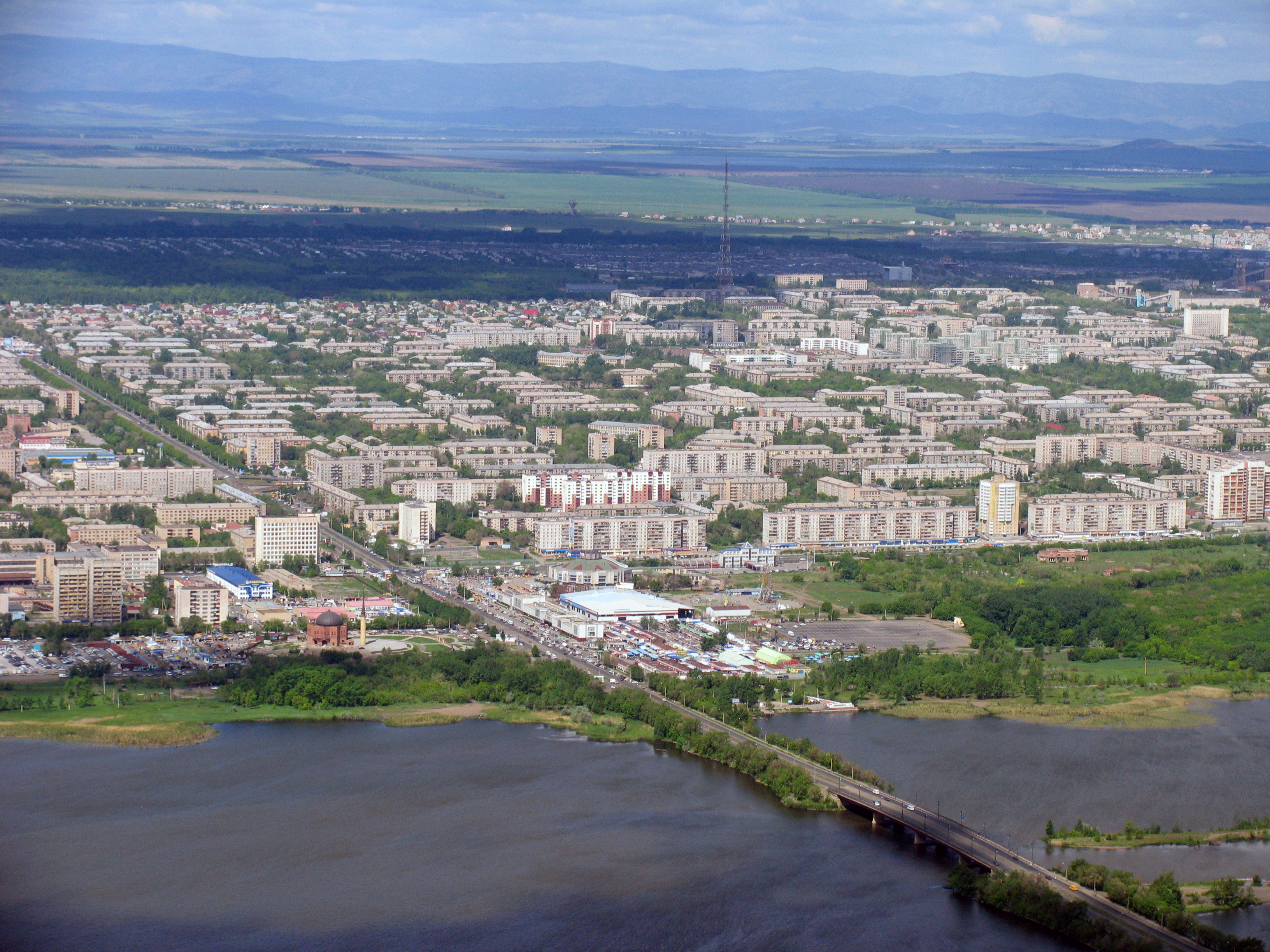
Partie de la rive droite de Magnitogorsk.

Dans le cadre de la perestroïka, le statut de ville fermée fut aboli et les étrangers furent de nouveau autorisés à visiter la ville. Le Combinat métallurgique de Magnitogorsk (abrégé en russe en « MMK ») est devenu une société par actions, qui s'est impliquée dans la reconstruction du chemin de fer et la construction de l'aéroport. Le premier vol international a lieu en 2000 avec la ligne Magnitogorsk-Zurich.
L'épuisement des ressources locales en minerais de fer implique qu'il faut désormais acheminer vers Magnitogorsk la matière première depuis les mines de Sokolvsko-Sarbaïsky dans le nord du Kazakhstan.

## Politique et administration

### Organisation administrative
Magnitogorsk est divisée en trois raïons (équivalents des arrondissements).
| Nom                    | Nom russe               | Population (2013) |
| ---------------------- | ----------------------- | ----------------- |
| Raïon Leninski         | Ленинский район         | 199 219           |
| Raïon Ordjonikidzevski | Орджоникидзевский район | 98 690            |
| Raïon Pravoberejny     | Правобережный район     | 113 971           |

### Jumelages
Magnitogorsk est jumelée avec Brandebourg-sur-la-Havel en Allemagne.

## Population et société

### Démographie
Recensements (*) ou estimations de la population.
| 1931   | 1939*   | 1959*   | 1970*   | 1979*   | 1989*   | 2002*   |
| ------ | ------- | ------- | ------- | ------- | ------- | ------- |
| 64 100 | 145 948 | 311 101 | 364 209 | 406 074 | 440 321 | 418 545 |

| 2010*   | 2012    | 2013    | 2014    | 2015    | 2016    | - |
| ------- | ------- | ------- | ------- | ------- | ------- | - |
| 407 775 | 409 593 | 411 880 | 414 897 | 417 039 | 417 561 | - |

### Origine ethnique
Selon le recensement de 2010, l’origine ethnique (nationalité) des habitants de Magnitogorsk est répartie comme suit.
- Russes : 331 595 (84,7 % de ceux ayant indiqué leur ethnie)
- Tatars : 20 433 (5,2 %)
- Bachkirs : 15 172 (3,9 %)
- Ukrainiens : 6 101 (1,6 %)
- Kazakhs : 4 130 (1 %)
- Tadjiks : 1 993
- Biélorusses : 1 473
- Arméniens : 1 216
- Tchouvaches : 1 210
- Azéris : 1 024
- Autres : 6 967 (1,8 %)
- Non précisé : 16 461

### Enseignement

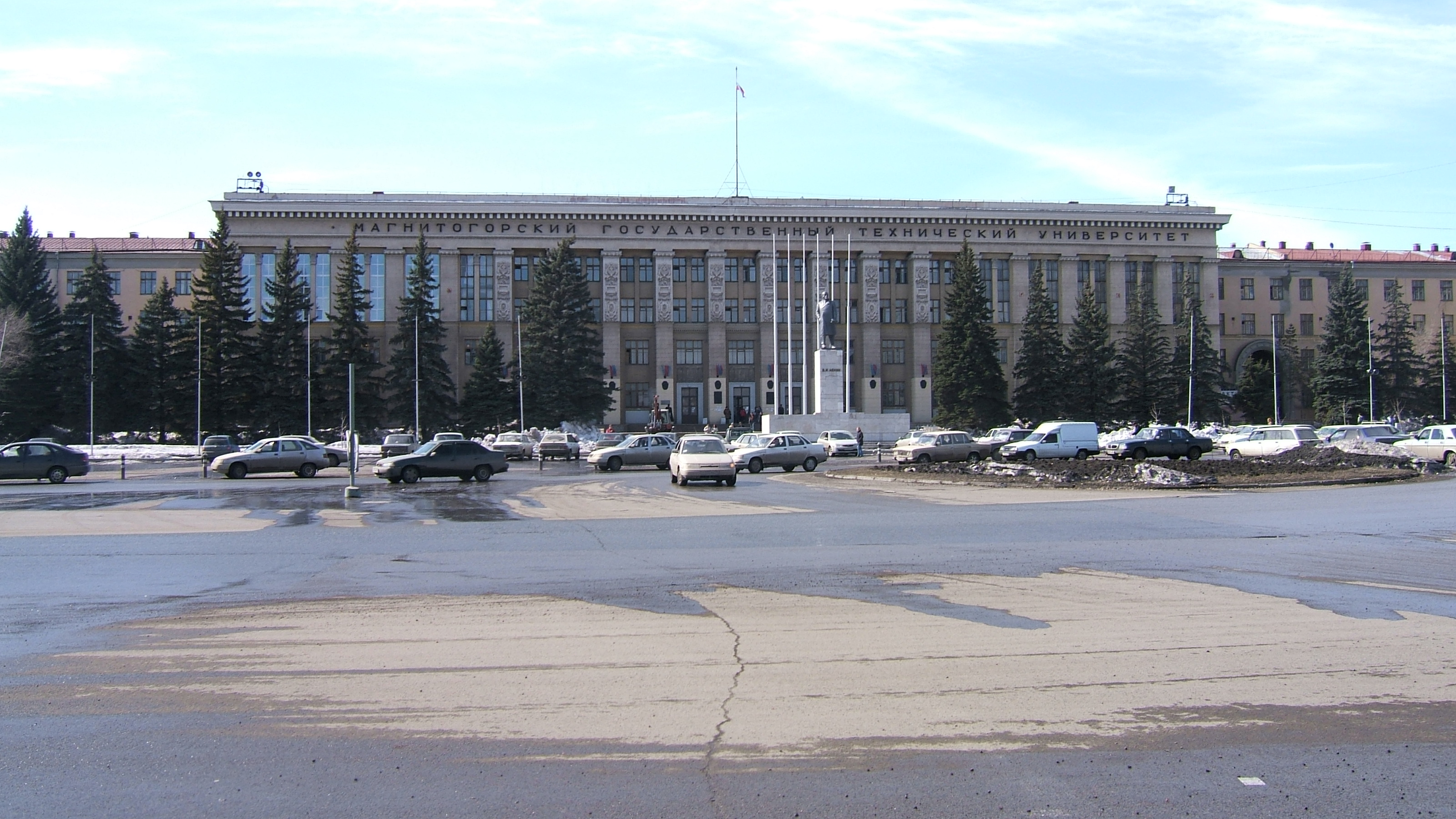
L’Université technique d'État de Magnitogorsk

Magnitogorsk abrite trois écoles d'études supérieures :
- Université technique d'État de Magnitogorsk,
- Université d'État de Magnitogorsk,
- Conservatoire d'État Glinka de Magnitogorsk.

### Religion
La ville est le siège de l'éparchie de Magnitogorsk.
Magnitogorsk possède plusieurs lieux de culte d'origine récente depuis les années 1990, dont le plus important est la cathédrale de l'Ascension (construite en 1989-2004) pour les orthodoxes fidèles de l'éparchie de Magnitogorsk. La grande mosquée de Magnitogorsk pour les minorités bachkires et tatares a été construite en 1991.

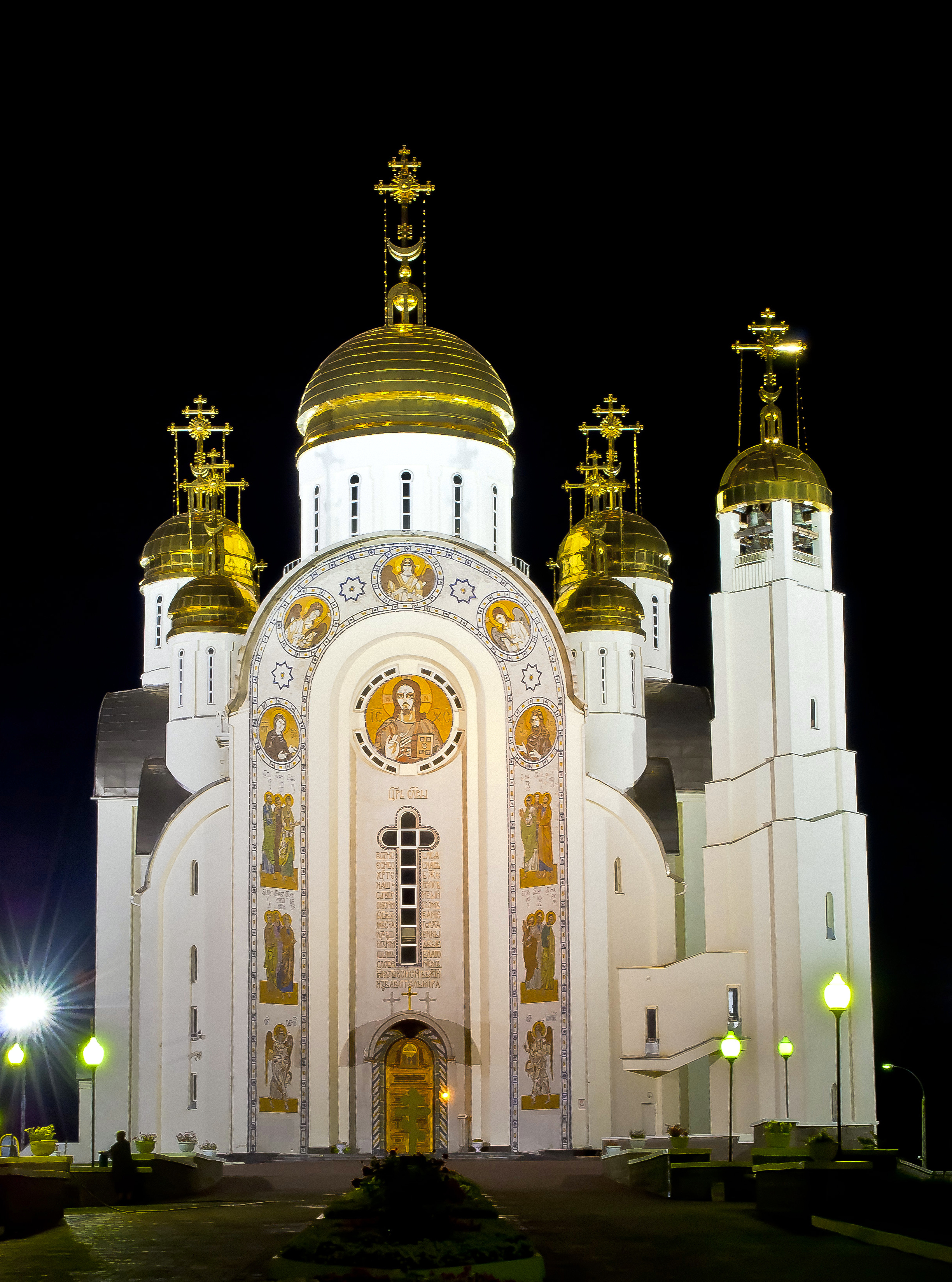
La cathédrale de l'Ascension-du-Seigneur
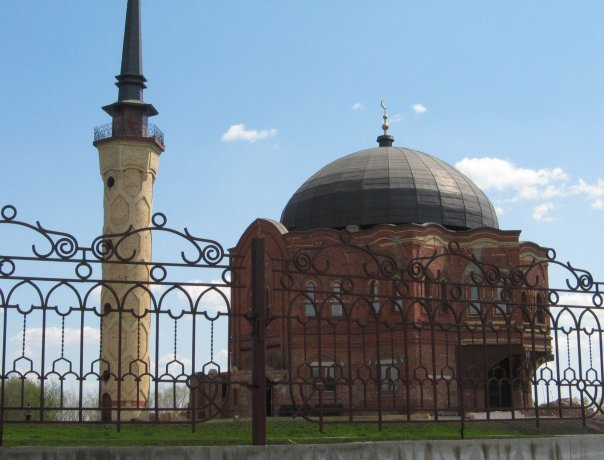
La grande mosquée de Magnitogorsk.

### Sports
Le club de hockey sur glace du Metallourg Magnitogorsk évolue dans la KHL. Il a notamment formé Ievgueni Malkine, originaire de la ville de Magnitogorsk.

## Culture locale et patrimoine

### Lieux culturels
La ville de Magnitogorsk dispose de trois théâtres: le théâtre dramatique Pouchkine, le théâtre de marionnettes et d'acteur Bouratino et le théâtre d'opéra et de ballet, ouvert en 1996. Le cirque de Magnitogorsk ouvert en 1975 pour 2 000 places fait suite à un ancien cirque de bois construit en 1931. De plus, la ville jouit pour la musique de l'association des concerts de Magnitogorsk, de la maison de la musique de Magnitogorsk et de l'académie d'État de chant choral Eïdinov.
Neuf musées sont installés à Magnitogorsk: la galerie de tableaux de Magnitogorsk; le musée d'histoire régionale; le musée-appartement de Boris Routchiov (qui dépend du précédent), consacré à la vie et à l'œuvre de ce poète local (1913-1973); le musée du combinat MMK; le musée d'histoire du combinat Magnitostroï; le musée du matériel militaire DOSAAF de Russie; le musée de l'enseignement professionnel au collège polytechnique; le musée de l'histoire des cosaques, ouvert en mai 2012 dans l'enceinte de l'Université d'État de Magnitogorsk sur la base de la collection ethnographique de Galina Gontcharova et enfin le musée « En coulisses », inauguré en octobre 2016 dans les murs du théâtre d'opéra et de ballet de Magnitogorsk.
La ville possède plusieurs bibliothèques publiques et un réseau de bibliothèques destinées à l'enfance et à la jeunesse, ainsi que cinq maisons de la culture. Cinq cinémas sont ouverts au public.

### Symboles

Le drapeau de Magnitogorsk

Le drapeau de Magnitogorsk et son blason représentent tous les deux un triangle noir sur un fond argent. Le drapeau, dans ses proportions actuelles (2:3), a été adopté en 2004. Officiellement, le triangle noir symbolise les tentes des fondateurs de la ville, la montagne Magnintaïa (montagne riche en fer près de laquelle la ville a été fondée) et la sidérurgie (appelée « métallurgie noire » en russe), et le fond argent représente la bonté, la générosité, la pureté et la justice.

### Personnalités liées à Magnitogorsk
- Gleb Panfilov (1934-2023), réalisateur et scénariste soviétique et russe.
- Viktor Lisitsky (1939-2023), gymnaste soviétique.
- Evgueni Brajnik (1945-2023), chef d'orchestre russe.
- Elena Belova (1965-), biathlète soviétique.
- Oleg Iourievitch Roï (1965-), écrivain russe.
- Igor Rybakov (1972-), entrepreneur
- Nikolaï Kouliomine (1986-), hockeyeur russe.
- Ievgueni Malkine (1986-), hockeyeur russe.
- Xenia Tchoumitcheva (1987-), mannequin et présentatrice de télévision suisse.